# عبقريات العقاد الإسلامية
عبقريات العقاد الإسلامية هي سلسلة من مؤلفات الكاتب عباس محمود العقاد، وتضم الخلفاء الراشدين والمسيح.

العبقريات ليست سرداً للأحداث التاريخية أو لأحكام الإسلام إنما عبقرية النبي محمد ﷺ وأبو بكر الصديق وعمر بن الخطاب وعثمان بن عفان وعلي بن أبي طالب  هي إظهار للعبقرية العربية التي أنجبت هذه الشخصيات وأن العبقرية ليست حكراً على أمة من الأمم. يعارض الكاتب من يخطّؤون أحد هؤلاء الصحابة حيث يقول أنهم كلهم عباقرة ولكن احتاجت لهم الأمة الإسلامية في ظرف معين من الظروف. كما يتحدث الكتاب عن عبقرية المسيح ويشمل الكتاب دراسة عن المسيحية والمسيح في التاريخ وعن الأناجيل. للعلم يمكن أن تجد كتاب عبقرية المسيح باسم حياة المسيح وعبقرية عثمان باسم ذو النورين عثمان بن عفان.

## سلسلة الكتب حسب الترتيب
1. عبقرية محمد[1]
2. عبقرية عمر[2]
3. عبقرية الصديق[3]
4. عبقرية عثمان[4]
5. عبقرية الإمام علي
6. عبقرية خالد[5]
7. عبقرية المسيح[6]

## عبقرية محمد
يعتبر كتاب عبقرية محمد أحد أهم الكتب التي قام بتأليفها عباس محمود العقاد. يتحدث الكتاب عن عبقرية النبي محمد التي تتجلى في أفعاله.

### مضمون الكتاب
يتصدى عباس محمود العقاد في هذا الكتاب للدفاع عن النبي محمد والذود عن شريعته، والرد على شائنيه، وأتى بالبرهان تلو البرهان للرد على اتهاماتهم له. وقام بتحويل التهم ضده إلى مواقف عظيمة وعبقرية وفخار. كتاب (عبقرية محمد) يؤدي معناه في حدوده المقصودة ولا يتعداها، فليس الكتاب سرداً للسيرة النبوية، ولا شرحاً للإسلام وأحكامه. هو أحد سلسلة العبقريات الإسلامية التي تضم الخلفاء الراشدين الأربعة والصحابي خالد بن الوليد والمسيح.

### أبواب الكتاب
- تقديم: نبذة عن الكتاب كتبها مهدي عبد الحميد مصطفى.
- مقدمة
- علامات مولد وأبوابه الفرعية: أمة - قبيلة - أب - رجل - بشائر الرسالة
- عبقرية الداعي
- الفصاحة وأبوابه الفرعية: الوسامة والثقة - الإيمان والغيرة - نجاح الدعوة
- عبقرية محمد العسكرية وأبوابه الفرعية: حروب دفاع - القائد البصير - غرضان - قائد بغير نظير - خصائص العظمة - أسرى غزوة بدر - بعد معركة الأحزاب
- عبقرية محمد السياسية وأبوابه الفرعية: سياسة الخصوم والأتباع - الفتح المبين
- عبقرية محمد الإدارية وأبوابه الفرعية: ملكات شخصية تدبير الشؤون العامة
- البليغ وأبوابه الفرعية: توجيه الأمراء والولاة - سجع كحلية الذهب - أسلوب عصري - رأي النبي في الشعر - جوامع الكلم
- محمد الصديق وأبوابه الفرعية: عطوف ودود
- محمد الرئيس وأبوابه الفرعية: الرئيس الصديق
- الزوج وأبوابه الفرعية: حق المرأة - معاملته لزوجاته - سماحة الكريم - تعدد الزوجات - رجل الجد والرصانة - أسباب تعدد زوجاته - الوجهة الخلقية - عقوبة الزوجات
- الأب وأبوابه الفرعية: الأبوة الروحية والأبوة النوعية - إكرم الآباء
- السيد وأبوابه الفرعية: الخير المطبوع - الإسلام والرق - معاملته محمد لعبيده - البر بالخدمة
- العابد وأبوابه الفرعية: الطبائع الأربع - صفة العابد - طريق الوصول
- الرجل وأبوابه الفرعية: المختار - قبول للدعابة - أريحية محمد - آدابه الاجتماعية - عزيمة الزهد والإيمان
- محمد في التاريخ وأبوابه الفرعية: اتصال التاريخ بمحمد - فتوح إيمان - يوم الغار - يوم عقيدة ورجاء - المستقبل للإيمان

## عبقرية الصديق
في هذا الكتاب يتحدث عباس محمود العقاد عن الخليفة الأول أبو بكر الصديق ويرد فيه على اتهامات بعض المؤرخين للصديق بالمنهج العلمي وبدون أسلوب انفعالي وخصوصاً مسالة خلافته للدولة الإسلامية. كما أن الكاتب يتحدث في هذا عن مفتاح شخصيته ومفتاح الشخصية حسب رأي الكاتب هو ذلك الشيء الصغير الذي عن طريقه نستطيع الدخول في فهم شخصية الرجل ومفتاح الصديق هو الإعجاب بالبطولة وهي التي دفعته ليكون أول من آمن برسالة النبي محمد لأن إعجابه بالرسول هو الذي أدى إلى إعجابه بالرسالة خلاف الخليفة الثاني عمر بن الخطاب والذي أدى إعجابه بالرسالة إلى الإعجاب بالنبي. عبقرية الصديق هو أحد سلسلة العبقريات الإسلامية.

### أبواب الكتاب
- تصدير: نبذة عن الكتاب كتبها عامر العقاد.
- تقديم
- اسم وصفة
- الصديق الأول والخليفة الأول
- صفاته
- مفتاح شخصيته
- نموذجان
- إسلامه
- الصديق والدولة الإسلامية
- الصديق والدولة العصرية
- الصديق والنبي
- ثقافته
- الصديق في بيته
- صورة مجملة

## عبقرية عمر
عبقرية عمر هو كتاب يتحدث فيه عباس محمود العقاد عن عبقرية الصحابي عمر بن الخطاب، وحدد العقاد شخصية عمر بأنها (شخصية الجندي).
تحدث على أن شخصية عمر كانت تؤهله للزعامة ولولا الإسلام لكان له زعامة قبيلته عدي أو زعامة قبيلته الكبرى قريش. ويتحدث عن أن اختيار أبي بكر الصديق خليفة للمسلمين قبله لم يكن من باب المفاضلة بل من باب التوفيق. يتحدث العقاد في هذا الكتاب عن أخلاقه وأخباره ويدافع عنه أمام أقوال بعض المستشرقين.

### أبواب الكتاب
- مقدمة
- رجل ممتاز
- صفاته
- مفتاح شخصيته
- إسلامه
- عمر والدولة الإسلامية
- عمر والحكومة العصرية
- عمر والنبي
- عمر والصحابة
- ثقافة عمر
- عمر في بيته
- صورة مجملة

## عبقرية عثمان
أحد مؤلفات المفكر الإسلامي عباس محمود العقاد وكتاب من سلسلة العبقريات الإسلامية. يتحدث في هذا الكتاب عن الخليفة الثالث عثمان بن عفان وعن اريحيته وليس عبقريته. يقارن بين ما كان عليه العرب قبل الإسلام من ظلم الحكام إلى ما وصلوا إليه من محاسبة الحاكم وهي إحدى أهم ركائز الديمقراطية ويتحدث عن حادث مبايعته كخليفة وكيف تم اختياره من بين صحابيين جليلين هما: علي بن أبي طالب وعبد الرحمن بن عوف وأن اختياره لم يكن خدعة للامام علي. يعارض الكاتب رأي بعض المؤرخين الذين اتهموه بالضعف ويشيد بدوره في استدباب الأمن بعد الهجمات التي حدثت من دول الجوار بعد مقتل الخليفة الثاني عمر بن الخطاب. يتحدث عن الرخاء الاقتصادي الذي حدث في عهد الخليفة عثمان وأنه وصل لدرجة جعلت الناس يتجرؤون على الحكام من دون علم. كما يتحدث الكاتب عن إسلامه وجمعه القرآن. يولي أهمية لحادث اغتياله أكثر من حادث اغتيال الخليفة عمر لأنه حدث بأيد مسلمة ولم يكن ثورة شعبية إنما نتيجة لمشاغبة محلية خلافاً للخليفة عمر الذي اغتاله مجوسي بتدبير وتخطيط.

### أبواب الكتاب
- المقدمة : نبذة عن الكتاب كتبها مهدي عبد الحميد مصطفى.
- على العهد : مقدمة الكاتب
- الفصل الأول :

1. بين القيم والحوادث
2. وبعد الصدمة
3. أسباب ولا أسباب

- الفصل الثاني :

1. بين الجاهلية والإسلام
2. نشأته وشخصيته
3. ثقافة عثمان

- الفصل الثالث :

1. من إسلامه إلى خلافته :

o شؤونه 

o شؤون المجتمع
- الفصل الرابع :

1. المبايعة
2. الخلافة
3. مصحف عثمان
4. النهاية

## عبقرية الإمام علي
مؤلفه الكاتب عباس محمود العقاد وكتاب من سلسلة العبقريات الإسلامية. يتحدث الكاتب في هذه العبقرية عن حياة الإمام علي بن أبي طالب المثيرة للجدل حيث يتحدث عن مفتاح شخصيته وهو شخصية الفارس وهي التي يعزي لها كثير من تصرفاته أثناء حكمه. كما يتحدث عن ثقافته ونبوغه الأدبي في الشعر والفصاحة والبلاغة. يعاتب الذين قالوا أنه لم يلجأ للخدعة أبداً في سياسته وأنه لم يضم معه وزراء موصوفون بالدهاء. تحدث الكاتب كيف أن المسلمين انقسموا في عهده إلى قسمين: قسم أراد بقاء النظام الاجتماعي القائم منذ عهد الخليفة عثمان بن عفان، وقسم آخر ثار على النظام القائم وكان من ضمنه الإمام. تحدث عن كيف أنه حكم بعد حادث كبير وهو مقتل الخليفة عثمان وأن الذين عارضوه كانوا يحاججونه بحجة وبغير حجة وكيف عارضه أناس كانوا يعارضون الخليفة عثمان وصاروا يحاربونه باسم الخليفة عثمان. في النهاية يلقبه بالشهيد أبو الشهداء لأنه كان ضحية الظروف التي واكبت حكمه فهو شهيد المحراب حيث قتل وهو يصلي الصبح إماما للمسلمين بمسجد الكوفة.

### أبواب الكتاب
- مقدمة : نبذة عن الكتاب كتبها مهدي عبد الحميد مصطفى.
- تقديم
- صفاته
- مفتاح شخصيته
- إسلامه
- عصر الإمام
- البيعة
- سياسته
- حكومته
- النبي والإمام والصحابة
- ثقافته
- في بيته
- صورة مجملة